# Ужгородська гімназія
Ужгородський ліцей імені Августина Волошина (раніше — Ужгородська гімназія, Ужгородська класична гімназія)— одна з найстаріших середніх шкіл на українських землях. Створена у 1649 році на базі єзуїтської колегії, заснованої у 1613 році в Гуменному (тепер Східна Словаччина) графом Юрієм Друґетом. Колеґію вели єзуїти, навчання відбувалося латинською мовою, а тільки викладання релігії для русинських учнів — русько-слов. мовою (чисельність учнів у 18 ст. 150—200). З 1778 року — королівська архигімназія; до 1790 року з німецькою мовою навчання, згодом латинською, з 1796-го — угорською (1849—1851 pp. частково й русинською). У 1856 році додано два вищі класи філософії до 6-х попередніх. З 1880-х років почалася повна мадяризація Ужгородської гімназії. Серед учнів весь час переважали русини; серед викладачів Ужгородської гімназії працювали багато русинів.
У 1919—1920 роках Ужгородську гімназію переведено на українську мову навчання з паралельними класами чеською і угорською з титулом (назвою) «Ужгородська державна реальна гімназія»; кількість учнів — до 800. Ужгородська гімназія найкраще розвивалася за директора Андрія Алиськевича та В. Сулинчака. У 1945 році перетворена радянцями на десятирічку.

## Відомі люди

### Випускники
- Августин Волошин
- Олександр Кишко
- Іван Орлай
- Євген Шерегій